# Spanyol személynevek
A spanyol személynevek a legtöbb más ország személyneveivel ellentétben legalább négy tagból állnak. Felépítésük a következő:
```
 első keresztnév  +  második keresztnév  +  apai családnév  +  anyai családnév
 
(primer nombre)     (segundo nombre)      (apellido paterno)  (apellido materno)
```

Férjezett nők esetében a de szócskával a férj családnevei is hozzátehetők, például María Eugenia Sánchez Rodríguez de López Campos. Mindazonáltal általában csak a név rövidített alakját, vagyis az első keresztnevet és az apai családnevet használják. A példánkban szereplő név egyszerű alakja így: María Sánchez.

## Eredetük
A spanyol keresztnevek általában görög–római mitológiai/vallási, bibliai héber, valamint germán (gót) eredetűek.
A vezetéknevek eredetük szerint – akárcsak a magyarban – származhatnak keresztnévből (patronímicos), például Martínez (< Martín, Márton); helységnévből (toponímicos), például de la Cueva; régi mesterségek nevéből, például Herrero („Kovács”); illetve emberi tulajdonságokból, például Bello („Szép”); többnyire latin–germán (gót), ritkábban arab, valamint preromán (ibér, baszk) eredetűek. Keresztnévből az -ez képzővel képezhető családnév (családi név), amelynek forrása minden bizonnyal a latin -icus képző birtokos esete (genitivusa), az -ici ( > -iz > -ez), magyar megfelelője „-fi” (valakinek a fia): Gonzalo/González, Rodrigo/Rodríguez, Pedro/Pérez stb.

## Összetett keresztnevek
A spanyolban léteznek több tagból álló – általában vallási eredetű – keresztnevek, amelyeket egy névként kell értelmezni. E sajátosságból adódóan előfordulhat, hogy egy összetett férfinév egyik tagja önállóan női név, illetve fordítva: egy összetett női név egyik eleme önmagában lehet férfinév is. Példák összetett keresztnevekre: María Jesús („Jézus Mária”, női név, de a Jesús önállóan férfinév), José María („Mária József”, férfinév, de a María önállóan női név), Julio César (férfinév, mindkét eleme önállóan is), María del Mar (női név, mindkét eleme önállóan is).

## Név és megszólítás
A megszólításnál külön előtag használatos a vezetéknév és a keresztnév előtt.
A vezetéknév előtt férfiak esetében a señor, rövidítve Sr. (a. m. „Úr”), nőknél a señora, rövidítve Sra. vagy Sr.ª (a. m. „Úrhölgy” vagy „Asszony”), férjezetlen nőknél pedig a señorita, rövidítve Srita. vagy Sr.ita (a. m. „Kisasszony”) előtag használatos: Sr. González, Sra. Sánchez, Srita. Velásquez.
A keresztnév előtt tiszteletbeli megszólításként – főleg idős, magas rangú, vagy elismert személyeknél – férfiaknál a Don (rövidítve D.), nőknél a Doña (rövidítve Da. vagy D.ª) előtagot használják: Don Pedro, Doña María.
Az írott nyelvben a hivatalos megszólításoknál – teljes név használatakor – egymás után mindkét előtagot kiteszik, például Sr. D. José Francisco Pérez Márquez, Sra. Da. María Dolores Campos Jiménez, illetve levélben például Estimado Sr. D. José Francisco Pérez Márquez: „Tisztelt J.F.P.M. Úr!”.

## Becézés, becenevek
Általánosságban a becenevek képzése férfinevek esetében az -ito (-cito,-ecito), női neveknél az -ita (-cita,-ecita) képzők hozzáadásával történik. Vannak nevek, amelyeknek önállósult becenevük van, például Francisco → Paco (amelyet tovább lehet becézni szabályos módon: Paquito). A kicsinyítő képzős alakokon kívül a bizalmas nyelvben gyakran csak a név rövidített formáját használják becenévként, például Álex, Pau, Tere stb. A magyarral ellentétben az -i becenévképzőt csak női nevekre alkalmazzák (tehát például a Gabi mindig a Gabriela becézése, és nem a Gabrielé).

## A nevek végződése és neme
A férfi keresztnevek általában o-ra, a női nevek leggyakrabban a-ra végződnek, de minden név végződhet e-re és mássalhangzóra is. Kivételes esetben női név is végződhet o-ra, ha hímnemű fogalomból származik (például Rocío „harmat”, Rosario „rózsafüzér”). Az -is végződésű nevek általában női nevek (például Gertrudis, Odalis), de lehetnek férfinevek is (például Alexis).

## Magyar keresztnevek spanyol megfelelői
Az alábbiakban – a teljesség igénye nélkül – a leggyakoribb férfi- és női nevek spanyol megfelelői láthatóak, mellettük szögletes zárojelben a kiejtés szerepel az IPA szerinti átírásban.

### Férfinevek(Nombres masculinos)
- Ádám – Adán [aˈðan]
- Adolf – Adolfo [aˈðolfo]
- Ágoston – Agustín [aɣusˈtin]
- Alajos – Aloísio [aloˈisjo]
- Albert – Alberto (becézés: Beto) [alˈβerto, ˈbeto]
- András, Endre – Andrés [anˈdres]
- Antal – Antonio [anˈtonjo]
- Áron – Aarón [aːˈron]
- Artúr – Arturo [arˈturo]
- Attila – Atila [aˈtila]
- Balázs – Blas [blas]
- Benedek, Bence – Benito, Benedicto [beˈnito, beneˈðikto]
- Bernát – Bernardo [berˈnarðo]
- Bertalan – Bartalomé [bartaloˈme]
- Boldizsár – Baltasar [baltaˈsar]
- Dániel – Daniel [daˈnjel]
- Dávid – David [daˈβi(ð)]
- Demeter, Döme – Demetrio [deˈmetrjo]
- Dénes – Dionisio [djoˈnisjo]
- Dezső – Desiderio [desiˈðerjo]
- Domo(n)kos – Domingo [doˈmingo]
- Ede – Eduardo [eˈðwardo]
- Emánuel – Manuel, Manolo [maˈnwel, maˈnolo]
- Emil – Emilio [eˈmiljo]
- Ernő – Ernesto [erˈnesto]
- Ferdinánd – Fernando, Hernando, Fernán, Hernán [ferˈnando, erˈnando, ferˈnan, erˈnan]
- Ferenc – Francisco (becézés: Paco, Pancho) [franˈsisko, ˈpako, ˈpanʧo]
- Frigyes – Federico [feðeˈriko]
- Fülöp – Felipe [feˈlipe]
- Gábor – Gabriel [gaˈβrjel]
- Gáspár – Gaspar [gasˈpar]
- Gellért – Gerardo [xeˈrarðo]
- Gergely – Gregorio [greˈɣorjo]
- Gusztáv – Gustavo [guˈstaβo]
- György – Jorge [ˈxorxe]
- Győző, Viktor – Víctor [ˈbiktor]
- Gyula – Julio [ˈxuljo]
- Henrik – Enrique [enˈrrike]
- Hektor – Héctor [ˈektor]
- Hubert – Humberto [umˈberto]
- Hugó – Hugo [ˈuɣo]
- Ignác – Ignacio[3] [iɣˈnasjo]
- Illés – Elías [eˈli.as]
- Imre – Amerigo, Emerico [ameˈriɣo, emeˈriko]
- István – Esteban [esˈteβan]
- Iván – Iván [iˈβan]
- Izsák – Isaac [iˈsaːk]
- Jácint – Jacinto [xaˈsinto]
- Jakab – Diego, Jacobo, Jaime [ˈdjeɣo, xaˈkoβo, ˈxajme]
- János – Juan [ˈxwan]
- Jenő, Ödön – Eugenio [ewˈxenjo]
- József – José (becézés: Pepe, Pepito) [xoˈse, ˈpepe, peˈpito]
- Károly – Carlos [ˈkarlos]
- Kornél – Cornelio [korˈneljo]
- Kristóf – Cristóbal [krisˈtoβal]
- Krisztián – Cristián [krisˈtjan]
- Lajos – Luis [ˈlwis]
- László – Ladislao [laðisˈla.o]
- Lázár – Lázaro [ˈlasaro]
- Lipót – Leopoldo [leoˈpoldo]
- Lóránt – Orlando [orˈlando]
- Lőrinc – Lorenzo [loˈrenso]
- Lukács – Lucas [ˈlukas]
- Marcell – Marcelo [marˈselo]
- Márk – Marco [ˈmarko]
- Márkus – Marcos [ˈmarkos]
- Márton – Martín [marˈtin]
- Máté – Mateo [maˈte.o]
- Mátyás – Matías [maˈti.as]
- Menyhért – Melchor [melˈʧor]
- Mihály – Miguel [miˈɣel]
- Miklós – Nicolás [nikoˈlas]
- Miksa – Maximiliano [maksimiˈljano]
- Móric – Mauricio [mawˈrisjo]
- Mózes – Moisés [mojˈses]
- Norbert – Norberto [norˈβerto]
- Olivér – Oliverio [oliˈβerjo]
- Orbán – Urbano [urˈβano]
- Oszkár – Óscar [ˈoskar]
- Pál – Pablo [ˈpaβlo]
- Péter – Pedro [ˈpeðro]
- Richárd – Ricardo [rriˈkarðo]
- Róbert – Roberto (becézés: Beto) [rroˈβerto, ˈbeto]
- Roland – Rolando, Roldán [rroˈlando, rrolˈdan]
- Rudolf – Rodolfo [rroˈðolfo]
- Sándor – Alejandro (becézés: Álex) [aleˈxandro, ˈaleks]
- Sebestyén – Sebastián [seβasˈtjan]
- Simon – Simón [siˈmon]
- Szilveszter – Silvestre [silˈβestre]
- Tamás – Tomás [toˈmas]
- Tibor – Tiberio [tiˈβerjo]
- Tivadar – Teodoro [te.oˈðoro]
- Tóbiás – Tobías [toˈβi.as]
- Vencel – Venceslao [bensesˈla.o]
- Vilmos – Guillermo [giˈʎermo]
- Vince – Vicente [biˈsente]
- Xavér – Javier, Xavier [xaˈβjer]
- Zsigmond – Segismundo [sexisˈmundo]

### Női nevek(Nombres femeninos)
- Ágnes – Inés [iˈnes]
- Ágota – Ágata [ˈaɣata]
- Alexandra – Alejandra (becézés: Ale) [aleˈxandra, ˈale]
- Aliz – Alicia [aˈlisja]
- Amália - Amalia [aˈmalja] (becézés: Ami)
- Amanda – Amanda [aˈmanda]
- Andrea – Andrea [andˈre.a]
- Angéla – Ángela, Ángeles [ˈanxela, ˈanxeles]
- Angelika – Angélica [anˈxelika]
- Anita – Anita, Juanita [aˈnita, xwaˈnita]
- Anna – Ana, Anna [ˈana]
- Antónia – Antonia [anˈtonja]
- Barbara, Borbála – Bárbara [ˈbarβara]
- Beatrix – Beatriz [beaˈtris]
- Bernadett – Bernarda [berˈnarða]
- Brigitta – Brígida [ˈbrixiða]
- Daniella – Daniela [daˈnjela]
- Dóra – Teodora [teoˈðora]
- Dorottya – Dorotea [doroˈte.a]
- Elvíra – Elvira [elˈβira]
- Elza – Elsa [ˈelsa]
- Elena-Helena (Elína)
- Emília – Emilia [eˈmilja]
- Emma – Ema [ˈema]
- Erika – Erica [ˈerika]
- Erzsébet – Isabel [isaˈβel]
- Eszter – Esther [esˈter]
- Éva – Eva [ˈeva]
- Flóra – Florencia [floˈrensja]
- Franciska – Francisca [franˈsiska]
- Friderika – Federica [feðeˈrika]
- Gabriella – Gabriela [gaˈβrjela]
- Gertrúd – Gertrudis [xerˈtruðis]
- Gizella – Gisela [xiˈsela]
- Györgyi – Georgina [xeorˈxina]
- Helén, Ilona – Helena [eˈlena]
- Henrietta – Enriqueta [enrriˈketa]
- Ibolya – Violeta [bjoˈleta]
- Irén – Irene [iˈrene]
- Izabella-Isabel [iˈsavel]
- Janka, Johanna – Juana [ˈxwana]
- Jolán – Yolanda [ʝoˈlanda]
- Jozefina – Josef(in)a [xoˈsefa, xoseˈfina]
- Judit – Judit(h) [xuˈðit/ʝuˈðit]
- Júlia – Julia, Julieta [ˈxulja, xuˈljeta]
- Julianna – Juliana [xuˈljana]
- Kamilla – Camila [kaˈmila]
- Karola – Carola [kaˈrola]
- Katalin – Catalina [kataˈlina]
- Klára – Clara [ˈklara]
- Klaudia – Claudia [ˈklawðja]
- Kornélia – Cornelia [korˈnelja]
- Krisztina – Cristina [krisˈtina]
- Laura – Laura [ˈlawra]
- Lúcia, Luca – Lucía [luˈsi.a]
- Lujza – Luisa [ˈlwisa]
- Magdolna – Magdalena [magdaˈlena]
- Marcella – Marcela [marˈsela]
- Margit – Margarita [marɣaˈrita]
- Mária – María[4] [maˈri.a]
- Marianna – Mariana [maˈrjana]
- Márta – Mart(h)a [ˈmarta]
- Matild – Matilde [maˈtilde]
- Mercédesz – Mercedes [merˈseðes]
- Mónika – Mónica [ˈmonika]
- Natália – Natalia [naˈtalja]
- Nikolett – Nicolasa [nikoˈlasa]
- Nóra – Nora [ˈnora]
- Ofélia – Ofelia [oˈfelja]
- Oktávia – Octavia [okˈtaβja]
- Olga – Olga [ˈolɣa]
- Orsolya – Úrsula [ˈursula]
- Otília – Otilia [oˈtilja]
- Patrícia – Patricia [patˈrisja]
- Paula – Paula, Paola [ˈpawla, paˈola]
- Paulina – Paulina [pawˈlina]
- Petra – Petra [ˈpetra]
- Ráhel – Raquel [rraˈkel]
- Rebeka – Rebeca [rreˈβeka]
- Regina – Regina [rreˈxina]
- Renáta – Renata [rreˈnata]
- Rita – Rita [ˈrrita]
- Róza/Rózsa – Rosa, Rosario [ˈrrosa, rroˈsarjo]
- Rozália – Rosalía [rrosaˈli.a]
- Sára – Sara [ˈsara]
- Sarolta – Carlota [karˈlota]
- Stefánia – Estefanía [estefaˈni.a]
- Stella – Estrella [esˈtreʎa]
- Szilvia – Silvia [ˈsilβja]
- Teréz – Teresa [teˈresa]
- Valentina – Valentina [balenˈtina]
- Valéria – Valeria [baˈlerja]
- Veronika – Verónica [beˈronika]
- Viktória – Victoria [bikˈtorja]
- Vilma – Guillermina [giʎerˈmina]
- Zsófia – Sofía [soˈfi.a]
- Zsuzsanna/Zsuzsa – Susana [suˈsana]

## Jellegzetes spanyol nevek
A spanyolban majdnem minden vallási fogalom lehet (női) keresztnév. A leggyakoribbak az alábbiak:
- Concepción (becézés: Conchita) [konse(p)ˈsjon, konˈʧita] – „Fogantatás”
- Consuelo [konˈswelo] – „Vigasz”
- Dolores (becézés: Lola, Loles, Lolita) [doˈlores, ˈlola, ˈloles, loˈlita] – „Fájdalom”
- Esperanza [espeˈransa] – „Remény”
- Inmaculada (becézés: Inma) [im:akuˈlaða, ˈim:a] – „Makulátlan”
- Inocencia [inoˈsensja] – „Ártatlanság”
- Jesús[5] (becézés: Chuy) [xeˈsus, ʧuj] – „Jézus”
- Mercedes (becézés: Meche, Merche) [merˈsedes, ˈmeʧe, ˈmerʧe] – „Kegyelem”
- Soledad (becézés: Sole) [soleˈða(ð), ˈsole] – „Magány”

## A leggyakoribb vezetéknevek
A leggyakoribb spanyol vezetéknevek és eredetük a következő:
- Domínguez (< Domingo+ez < Domingo < lat. dominus  "úr")
- Fernández és Hernández (< Fernando+ez < gót Firthunands)
- García (a leggyakoribb vezetéknév; eredete tisztázatlan, de biztos, hogy római kor előtti: talán ibér vagy ókelta)
- Gómez (< gót Gome)
- González (< Gonzalo+ez < Gonzalvo < lat. Gundisalvus < ennek első eleme a gót guntha „csata”, második eleme vitatott)
- López (< Lope+ez < óspanyol lupo, lop < lat. lupus „farkas”; mai spanyolul: lobo)
- Martín (< lat. Martinus rövidülése, „Mars istennel kapcsolatos”)
- Martínez (< Martín+ez)
- Pérez (< Pédrez < Pedro+ez < lat. Petrus < gör. petrosz „kőszikla”)
- Rodríguez (< Rodrigo+ez < lat. Rodericus < Roderick gót király nevéből < germán Hruot+riks, jelentése „dicsőséggel felruházott”)
- Sánchez (< Sancho+ez < santo < lat. sanctus „szent”)